# Olive vol. 2
Olive vol. 2 è un album dal vivo del gruppo musicale italiano Pitura Freska, pubblicato nel 1999.

## Il disco
Durante il concerto, il gruppo suona Vignole, una canzone nuova (come da Skardy sottolineato prima del brano) sulle note del loro vecchio successo Tasse contenuto nell'album Duri i banchi del 1993.

## Tracce
1. Intro 98
2. Pacco
3. Libera Sion
4. Marghera (Nyabingi version)
5. Baby Fragola
6. Com’è bello far l’amore
7. Miga bae
8. Murassi
9. The Boss
10. Vignole
11. Cosa mai sarà
12. Bienal
13. La pianta